# Litoria capitula
Litoria capitula és una espècie de granota del gènere Litoria de la família dels hílids. Originària d'Indonèsia.